# Atlas-Tamazight

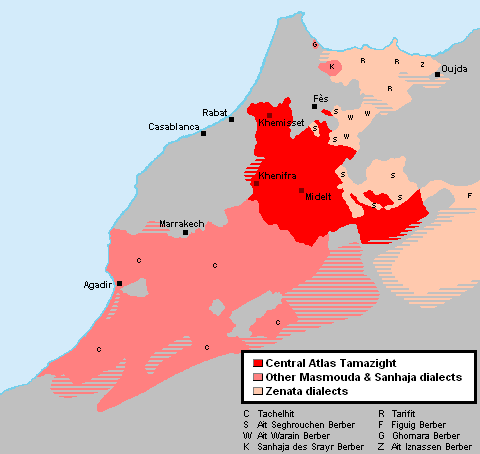
In het donkerrood de gebieden waar het Atlas-Tamazight wordt gesproken.

Het Atlas-Tamazight is een Berbertaal gesproken in centraal Marokko, rond de Midden-Atlas en de Oostelijke-Hoge Atlas. Deze taal, die behoort tot de Afro-Aziatische taalfamilie, gebruikt het Tifinagh maar Latijnse en Arabische alfabetten worden ook vaak gebruikt. De taal wordt door bijna 5 miljoen mensen gesproken. De meerderheid van mensen die het spreken leven in de provincies Beni-Mellal, Khenifra, Ifrane, Khemisset en Azrou.